# ステニアン
| 累代        | 代       | 紀                 | 基底年代 Mya |
| ----------- | -------- | ------------------ | ------------ |
| 顕生代      | 新生代   | 新生代             | 66           |
| 顕生代      | 中生代   | 中生代             | 251.902      |
| 顕生代      | 古生代   | 古生代             | 541          |
| 原生代      | 新原生代 | エディアカラン     | 635          |
| 原生代      | 新原生代 | クライオジェニアン | 720          |
| 原生代      | 新原生代 | トニアン           | 1000         |
| 原生代      | 中原生代 | ステニアン         | 1200         |
| 原生代      | 中原生代 | エクタシアン       | 1400         |
| 原生代      | 中原生代 | カリミアン         | 1600         |
| 原生代      | 古原生代 | スタテリアン       | 1800         |
| 原生代      | 古原生代 | オロシリアン       | 2050         |
| 原生代      | 古原生代 | リィアキアン       | 2300         |
| 原生代      | 古原生代 | シデリアン         | 2500         |
| 太古代      | 太古代   | 太古代             | 4000         |
| 冥王代      | 冥王代   | 冥王代             | 4600         |
| 1. 2. 3. 4. |          |                    |              |

ステニアン（英：Stenian; MP3、中国語：狭带纪（狭帯紀））は12億年前から10億年前にあたる地質時代（紀）の一つ。日本語名は決定されていない。化石の発見も少なく限定的で、現在のところステニアンの期への区分は定義されていない。
名称はこの時期に形成された変成岩の狭い帯から、ギリシャ語で「狭い」を意味するstenosに由来する。
この時期に超大陸ロディニアが形成された。